# Eschen (Eckersdorf)
Eschen (ⓘ) ist ein Gemeindeteil der Gemeinde Eckersdorf im Landkreis Bayreuth (Oberfranken, Bayern). Die Gemarkung Eschen hat eine Fläche von 4,947 km². Sie ist in 514 Flurstücke aufgeteilt, die eine durchschnittliche Flurstücksfläche von 9625,38 m² haben. In ihr liegen neben dem namensgebenden Ort die Gemeindeteile Lahm und Windhof.

## Geografie
Durch das Dorf fließt der Eschenbach, ein rechter Zufluss des Seitenbaches, der mit der Weides zur Truppach zusammenfließt. 1,5 Kilometer nordnordwestlich befindet sich der Braunstein (585 m ü. NHN), einen Kilometer südöstlich die Hohenbuche (546 m ü. NHN). Die Bundesstraße 22 führt nach Eckersdorf (4,2 km östlich) bzw. nach Busbach (3 km westlich). Die Kreisstraße BT 16 führt nach Lahm (0,8 km nördlich). Eine Gemeindeverbindungsstraße führt nach Windhof (0,6 km südlich).

## Geschichte
Der Ort wurde 1401 erstmals als „Neschendorf“ (=zum Eschendorf) erwähnt, 1409 als „Escha“ und 1421 als „Eschen“. Der Ortsname leitet sich von den Eschen ab, die wohl zur Zeit der Gründung in der Gegend standen.
Gegen Ende des 18. Jahrhunderts gab es in Eschen zehn Anwesen. Die Hochgerichtsbarkeit stand dem bayreuthischen Stadtvogteiamt Bayreuth zu. Die Dorf- und Gemeindeherrschaft hatte das Hofkastenamt Bayreuth. Grundherren waren
- das Hofkastenamt Bayreuth (5 Drittelhöfe, 2 Häuser),
- die Hofkanzlei Bayreuth (1 Söldengütlein),
- das Kloster- und Pfründamt Kulmbach (1 Halbhof),

Hinzu kommt 1 Söldengütlein, das freieigen war.
Von 1797 bis 1810 unterstand der Ort dem Justiz- und Kammeramt Bayreuth. 1810 kam Eschen an das Königreich Bayern. Infolge des Gemeindeedikts wurde Eschen dem 1812 gebildeten Steuerdistrikt Busbach zugewiesen. Zugleich entstand die Ruralgemeinde Eschen, zu der Windhof gehörte. Mit dem Gemeindeedikt von 1818 kam Lahm hinzu. Die Gemeinde war in Verwaltung und Gerichtsbarkeit dem Landgericht Bayreuth zugeordnet und in der Finanzverwaltung dem Rentamt Bayreuth (1919 in Finanzamt Bayreuth umbenannt). Ab 1862 gehörte Eschen zum Bezirksamt Bayreuth (1939 in Landkreis Bayreuth umbenannt). Die Gerichtsbarkeit blieb beim Landgericht Bayreuth (1879 in Amtsgericht Bayreuth umgewandelt). Die Gemeinde hatte 1964 eine Gebietsfläche von 4,920 km². Am 1. Mai 1978 wurde sie im Zuge der Gebietsreform in Bayern in die Gemeinde Eckersdorf eingegliedert.

### Baudenkmal
- Horlachen: Gedenkstein für Bürgermeister Braun, Sandstein mit ovaler Kartusche und Fruchtgehängen, bezeichnet 1702; am Vogelherd auf dem Braunstein

### Einwohnerentwicklung
Gemeinde Eschen
| Jahr      | 1822  | 1840   | 1852   | 1855   | 1861   | 1867   | 1871   | 1875   | 1880   | 1885   | 1890   | 1895   | 1900   | 1905   | 1910   | 1919   | 1925   | 1933   | 1939   | 1946   | 1950   | 1952   | 1961  | 1970   |
| Einwohner | 156   | 158    | 159    | 150    | 172    | 165    | 174    | 180    | 166    | 154    | 153    | 148    | 148    | 143    | 148    | 156    | 140    | 143    | 123    | 223    | 172    | 166    | 163   | 154    |
| Häuser    | 20    |        |        |        |        |        | 27     |        |        | 23     | 27     |        | 26     |        |        |        | 26     |        |        |        | 24     |        | 30    |        |
| Quelle    | [ 8 ] | [ 13 ] | [ 13 ] | [ 13 ] | [ 14 ] | [ 15 ] | [ 16 ] | [ 17 ] | [ 18 ] | [ 19 ] | [ 20 ] | [ 13 ] | [ 21 ] | [ 13 ] | [ 22 ] | [ 13 ] | [ 23 ] | [ 13 ] | [ 13 ] | [ 13 ] | [ 24 ] | [ 13 ] | [ 9 ] | [ 25 ] |

Ort Eschen
| Jahr      | 001819 | 001822 | 001861 | 001871 | 001885 | 001900 | 001925 | 001950 | 001961 | 001970 | 001987 | 002016 | 002021 |
| Einwohner | 63     | 74     | 91     | 90     | 81     | 77     | 74     | 94     | 111    | 102    | 106    | 120    | 117    |
| Häuser    |        | 9      |        |        | 14     | 14     | 15     | 13     | 19     |        | 26     |        |        |
| Quelle    | [ 26 ] | [ 8 ]  | [ 14 ] | [ 16 ] | [ 19 ] | [ 21 ] | [ 23 ] | [ 24 ] | [ 9 ]  | [ 25 ] | [ 27 ] |        | [ 1 ]  |

## Religion
Eschen ist seit der Reformation evangelisch-lutherisch geprägt und nach St. Johannes der Täufer (Neustädtlein am Forst) gepfarrt.

## Vereine
- Freiwillige Feuerwehr Eschen